# گولدن، شهرستان گرین‌بریر، ویرجینیای غربی
گولدن (به انگلیسی: Golden) یک منطقهٔ مسکونی در ایالات متحده آمریکا است که در شهرستان گرین‌بریر، ویرجینیای غربی واقع شده‌است. گولدن ۵۸۶٫۱۴ متر بالاتر از سطح دریا واقع شده‌است.